# Desa Semambung (administrativ by i Indonesien, lat -7,56, long 112,77)
Desa Semambung är en administrativ by i Indonesien.   Den ligger i provinsen Jawa Timur, i den västra delen av landet, 700 km öster om huvudstaden Jakarta.